# Клер Лі Шеннолт

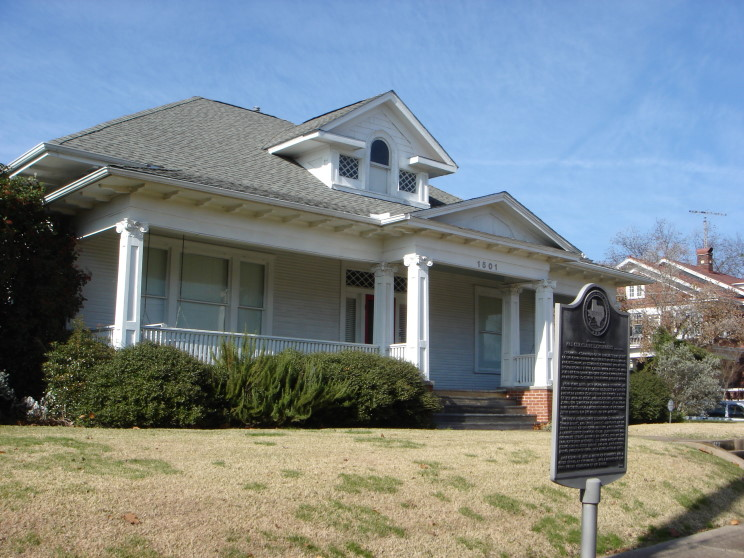
Місце народження Клера Лі Шеннолта Техас

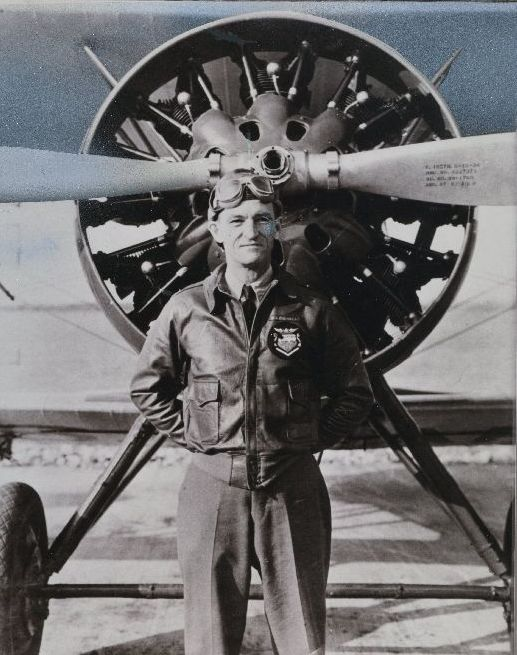
Капітан К. Л. Ш. на фоні Boeing P-12E, 1934

Клер Лі Шенно (інколи, помилково, Ченнолт, англ. Claire Lee Chennault; 6 вересня 1893 — 27 липня 1958) — генерал-лейтенант ВПС США, командував «Літаючими тиграми», добровольчим авіаційним підрозділом під час Другої світової війни.

## Життєпис
Відвідував Університет штату Луїзіани у 1909—1910 і брав участь у курсі військової підготовки для офіцерів запасу (ROTC). Він навчився літати в Повітряній службі Армії США протягом Першої світової війни, залишився на службі після того, як Повітряна служба стала Повітряним корпусом в 1926, і став начальником Сектора переслідування (винищувального) в Тактичній школі Повітряного корпусу в 1930-х. Погане здоров'я і незгода з керівництвом привела Шеннолта до виходу у відставку у 1937. Він потім приєднався до групи американських цивільних, які навчали китайських пілотів, і служив «повітряним радником» лідера Гоміндана Чан Кайші і його дружини, Сун Мейлін під час Японсько-китайської війни (1937—1945). Шенно брав участь в плануванні й інспектував китайську військову авіацію в бою знаходячись на винищувачі.
1-а Американська добровільна група (AVG) Шенно — краще відома як «Літаючі тигри» — почала навчання в серпні 1941 і воювала з японською армією протягом шести місяців після японського нападу на Перл-Гарбор. Три ескадрильї Шенно використовували винищувачі «Curtiss P-40» і його тактику «захисного переслідування» для охорони Бірманської дороги, Рангуна і інших стратегічних місцевостей в Південно-східній Азії і західному Китаї проти японських збройних сил. Шенно зробив великий внесок у справу навчаючи китайських пілотів винищувачів першого покоління.
«Літаючі тигри» формально увійшли у Військову авіацію Армії Сполучених Штатів в 1942. Перед тим Шенно вступив у армію у чині полковника. Згодом він дослужився до звання бригадного генерала, а потім генерал-майора, командуючи Чотирнадцятою Повітряною Армією.
Під час війни Шенно був у незгоді з американським сухопутним командиром у Китаї, генералом Джозефом Стілвеллом. Шенно заявляв що Чотирнадцята Повітряна Армія, діючи з аеродромів в Китаї, може атакувати японські сили спільно з націоналістичними китайськими силами. Стілвелл наполягав, щоб повітряні сили були під його командою для наступальної операції для відкриття наземного шляху через північну Бірму до Китаю. Цей маршрут забезпечив би постачання і нове устаткування для дуже розширених Націоналістичних сил двадцять-тридцяти модернізованих дивізій. Чан Кайші взагалі був більш схильний до планів Шенно.
У листопаді 1943 року добра погода дозволила авіації японської армії вести атаки на Калькутту та шляхи постачання через Гімалаї. У 1944 р. японські сухопутні сили, не зважаючи на значні втрати, завдані 14-ю повітряною армією, змогли просунутися вперед та захопити передові бази Шенно. Проте поступово, кількісна перевага і кращі навички військової авіації союзників починали проявляти себе у пануванні в небі Південно-Східної Азії (середина 1944).
Після війни організував авіакомпанію Civil Air Transport (пізніше Air America) купивши надлишкові військові літаки. Ці літаки брали участь у постачанні допомоги націоналістичним силам Китаю у боротьбі з комуністичними силами в кінці 1940-х. Пізніше підтримували французькі сили в Індокитаї, сили Гоміндану у північній Бірмі та поліцейські сили Таїланду.
У 1951 давав свідчення Міжвідомчої Комісії Сенату по Збройних силах і зарубіжних стосунках, яка розслідувала причини перемоги комуністів у Китаї у 1949 р. Разом з Генералом Альбертом Ведемеєром, віце-адміралом Оскаром Баджером і іншими, Шенно заявив, що ембарго на військові постачання адміністрації Гаррі Трумена є ключовим чинником у деморалізації націоналістичної армії.
Клер Шенно помер від раку легенів 27 липня 1958 та був похований на Арлінгтонському національному цвинтарі.
На честь Шенно назвали базу ВПС США у місті Лейк-Чарлз, Луїзіана. Зараз це міжнародний аеропорт Шенно (IATA: CWF, ICAO: KCWF). На Тайвані Клер Шенно вважається військовим героєм, в столиці Тайваню йому встановлено пам'ятник.